# 嘉泉大學
嘉泉大學（韓國語：가천대학교，英文：Gachon University），創立於1939年，位於韓國京畿道城南市壽井區，仁川廣域市延壽區設置校園的私立大學。

## 簡介
暻園大學象徵標語為真理、創造、雄志，象徵動物為老鷹，象徵物品為筆、火把，象徵顏色為青色。學校大學部學生為12655人、大學院（包括碩士、博士）為1421人、教授群為404人。（2008年的數據）
2012年，嘉泉醫科學大學在併入暻園大學後成為嘉泉大學。

## 歷史
1978年設置了學校法人暻園學院，1981年大學設立認可，翌年1982年3月，4年制單科大學改名為暻園大學而正式成立，1987年10月人文大學含6個單科大學升格為大學（University），同年11月設置了一般大學院，相次教育大學院和行政大學院和大學院博士課程相次開設。2007年3月合併了暻園專門大學。1998年，韓國大學教育協會實施了大學綜合評價選定為全領域優秀大學，2002年，由教育人的資源部主觀教育改革評價為最優秀大學。

## 著名校友
- 柳鎮－觀光經營學系
- 卞貞秀－纖維美術學系
- 卞貞敏－室內建築學系
- 薛秀真－東洋畫學系
- 池秀媛－服裝學系
- 金東希－表演藝術學系
- 李俊秀－